# Pelegrina peckhamorum
Pelegrina peckhamorum is een spinnensoort in de taxonomische indeling van de springspinnen (Salticidae).
Het dier behoort tot het geslacht Pelegrina. De wetenschappelijke naam van de soort werd voor het eerst geldig gepubliceerd in 1973 door Kaston.